# Dyskografia Seana Price’a
Artykuł przedstawia dyskografię amerykańskiego rapera Seana Price’a, który żył w latach 1972-2015. Zawiera dokonania solowe poczynając od debiutanckiego albumu pt. Monkey Barz z 2005 roku, poprzez liczne wspólne projekty, single, a kończąc na występach gościnnych rapera. Sean Price w sumie wydał 3 solowe wydawnictwa, z których ostatni album zatytułowany Mic Tyson osiągnął największy sukces komercyjny. Uzyskał 58. miejsce na amerykańskiej liście sprzedaży Billboard 200 z wynikiem 7000 egzemplarzy w pierwszym tygodniu.

## Albumy

### Solowe
| Tytuł                                      | Dane dot. albumu                                                                                     | Najwyższa notowana pozycja | Najwyższa notowana pozycja | Najwyższa notowana pozycja | Najwyższa notowana pozycja | Najwyższa notowana pozycja | Najwyższa notowana pozycja | Najwyższa notowana pozycja | Najwyższa notowana pozycja | Najwyższa notowana pozycja | Najwyższa notowana pozycja |
| Tytuł                                      | Dane dot. albumu                                                                                     | US                         | US R&B                     | US Ind                     |                            |                            |                            |                            |                            |                            |                            |
| ------------------------------------------ | --- | -------------------------- | -------------------------- | -------------------------- | -------------------------- | -------------------------- | -------------------------- | -------------------------- | -------------------------- | -------------------------- | -------------------------- |
| Monkey Barz                                | - Data wydania: 13 czerwca 2005 - Wydawca: Duck Down Music - Format: CD, digital download            | –                          | 70                         | 46                         |                            |                            |                            |                            |                            |                            |                            |
| Jesus Price Supastar                       | - Data wydania: 30 stycznia 2007 - Wydawca: Duck Down Music - Format: CD, digital download           | 196                        | 60                         | 16                         |                            |                            |                            |                            |                            |                            |                            |
| Mic Tyson                                  | - Data wydania: 30 października 2012 - Wydawca: Duck Down Music - Format: CD, digital download       | 59                         | 9                          | 10                         |                            |                            |                            |                            |                            |                            |                            |
| Imperius Rex                               | - Data wydania: 8 sierpnia 2017 - Wydawca: Ruck Down, Duck Down Music - Format: CD, digital download | 192                        | –                          | 8                          |                            |                            |                            |                            |                            |                            |                            |
| "—" oznacza, że pozycja nie była notowana. | |                            |                            |                            |                            |                            |                            |                            |                            |                            |                            |

### Współpraca
| Tytuł                                                          | Dane dot. albumu                                                                             | Najwyższa notowana pozycja | Najwyższa notowana pozycja | Najwyższa notowana pozycja | Najwyższa notowana pozycja | Najwyższa notowana pozycja | Najwyższa notowana pozycja | Najwyższa notowana pozycja | Najwyższa notowana pozycja | Najwyższa notowana pozycja | Najwyższa notowana pozycja |
| Tytuł                                                          | Dane dot. albumu                                                                             | US                         | US R&B                     | US Ind                     |                            |                            |                            |                            |                            |                            |                            |
| -------------------------------------------------------------- | -------------------------------------------------------------------------------------------- | -------------------------- | -------------------------- | -------------------------- | -------------------------- | -------------------------- | -------------------------- | -------------------------- | -------------------------- | -------------------------- | -------------------------- |
| Nocturnal (jako Heltah Skeltah)                                | - Data wydania: 18 czerwca 1996 - Wydawca: Duck Down Music/Priority/EMI Records - Format: CD | 35                         | 5                          | —                          |                            |                            |                            |                            |                            |                            |                            |
| For the People (jako Boot Camp Clik)                           | - Data wydania: 20 maja 1997 - Wydawca: Duck Down/Priority - Format: CD                      | 15                         | 4                          | —                          |                            |                            |                            |                            |                            |                            |                            |
| Magnum Force (jako Heltah Skeltah)                             | - Data wydania: 13 października 1998 - Wydawca: Duck Down/Priority/EMI - Format: CD          | 34                         | 8                          | —                          |                            |                            |                            |                            |                            |                            |                            |
| The Chosen Few (jako Boot Camp Clik)                           | - Data wydania: 8 października 2002 - Wydawca: Duck Down - Format: CD                        | –                          | 34                         | 17                         |                            |                            |                            |                            |                            |                            |                            |
| The Last Stand (jako Boot Camp Clik)                           | - Data wydania: 18 lipca 2006 - Wydawca: Duck Down - Format: CD                              | –                          | 48                         | —                          |                            |                            |                            |                            |                            |                            |                            |
| Casualties of War (jako Boot Camp Clik)                        | - Data wydania: 17 sierpnia 2007 - Wydawca: Duck Down - Format: CD                           | –                          | 59                         | —                          |                            |                            |                            |                            |                            |                            |                            |
| D.I.R.T. (jako Heltah Skeltah)                                 | - Data wydania: 30 września 2008 - Wydawca: Duck Down - Format: CD                           | 122                        | 35                         | 21                         |                            |                            |                            |                            |                            |                            |                            |
| Random Axe (oraz Guilty Simpson & Black Milk, jako Random Axe) | - Data wydania: 30 września 2008 - Wydawca: Duck Down - Format: CD                           | 83                         | 15                         | 13                         |                            |                            |                            |                            |                            |                            |                            |
| Land of the Crooks (oraz M-Phazes)                             | - Data wydania: 17 grudnia 2013 - Wydawca: Coalmine Records - Format: CD                     | –                          | –                          | —                          |                            |                            |                            |                            |                            |                            |                            |
| "—" oznacza, że pozycja nie była notowana.                     |                                                                                              |                            |                            |                            |                            |                            |                            |                            |                            |                            |                            |

### Mixtape’y
| Tytuł                     | Dane dot. albumu                                                                             | Źródło |
| ------------------------- | -------------------------------------------------------------------------------------------- | ------ |
| Donkey Sean Jr.           | - Data wydania: 20 lipca 2004 - Wydawca: Bucktown USA Entertainment - Format: CD             | [ 6 ]  |
| Master P                  | - Data wydania: 20 lipca 2007 - Wydawca: Duck Down Music - Format: CD                        | [ 7 ]  |
| Kimbo Price               | - Data wydania: 23 października 2009 - Wydawca: Duck Down - Format: CD                       | [ 8 ]  |
| Songs In the Key of Price | - Data wydania: 21 sierpnia 2015 - Wydawca: Ruck Down Records - Format: CD, digital download | [ 9 ]  |

## Single
| Tytuł           | Rok  | Najwyższa notowana pozycja | Album       |
| Tytuł           | Rok  | US R&B                     | Album       |
| --------------- | ---- | -------------------------- | ----------- |
| "Boom Bye Yeah" | 2004 | 86                         | Monkey Barz |

## Występy gościnne
| Tytuł                          | Rok  | Oraz                                       | Album                                 |
| ------------------------------ | ---- | ------------------------------------------ | ------------------------------------- |
| "Blood Runs Cold"              | 2000 | Jedi Mind Tricks                           | Violent by Design                     |
| "Lookin' Down the Barrel"      | 2003 | Black Moon                                 | Total Eclipse                         |
| "What Would U Do?"             | 2003 | Black Moon                                 | Total Eclipse                         |
| "Beyond the Gates of Pain"     | 2004 | Jedi Mind Tricks                           | Legacy of Blood                       |
| "U Wonderin"                   | 2005 | Buckshot                                   | Chemistry                             |
| "Get Back"                     | 2005 | Smif-n-Wessun                              | Smif 'n' Wessun: Reloaded             |
| "Fair One"                     | 2005 | Reef the Lost Cauze                        | Feast or Famine                       |
| "5th Chamber"                  | 2006 | Bronze Nazareth, Prodigal Sunn, 12'O Clock | The Great Migration                   |
| "Automatic"                    | 2007 | Brad Strut                                 | Legend official                       |
| "Gunz"                         | 2007 | Snowgoons                                  | German Lugers                         |
| "The Matrix"                   | 2008 | Black Milk                                 | Tronic                                |
| "The Unexpected"               | 2008 | DJ Babu, MF Doom                           | DJ Babu Presents: Duck Season, Vol. 3 |
| "Git Sum"                      | 2008 | eMC                                        | The Show                              |
| "Run"                          | 2008 | Guilty Simpson                             | Ode to the Ghetto                     |
| "Streets"                      | 2009 | CunninLynguists                            | Strange Journey Volume Two            |
| "Amazin"                       | 2009 | KRS-One, Buckshot                          | Survival Skills                       |
| "Hey Young World"              | 2009 | Snowgoons                                  | The Trojan Horse                      |
| "Radiant Jewels"               | 2009 | Wu-Tang Clan                               | Wu-Tang Chamber Music                 |
| "Hold Up"                      | 2009 | Torae, Marco Polo                          | Double Barrel                         |
| "Persuasion"                   | 2010 | JR & PH7                                   | The Update                            |
| "F*ckin Wit a Gangsta"         | 2010 | Marco Polo, Ruste Juxx                     | The eXXecution                        |
| "Critically Acclaimed"         | 2010 | Statik Selektah                            | 100 Proof: The Hangover               |
| "Trouble Shooters"             | 2010 | Ill Bill, Sick Jacken, O.C.                | Kill Devil Hills                      |
| "Heat Rock"                    | 2010 | Redlight Boogie                            | Dirty Money Clean Hands               |
| "Snow"                         | 2010 | Roc Marciano                               | Marcberg                              |
| "Struggle No More"             | 2011 | Apollo the Great                           | Apollo 21 (Deluxe Edition)            |
| "Psychosis"                    | 2011 | Dope D.O.D.                                | Branded                               |
| "Bar-Barian"                   | 2011 | New Yitty                                  | bez albumu                            |
| "Population Control"           | 2011 | Statik Selektah                            | Population Control                    |
| "That’s Hard"                  | 2011 | Smif-n-Wessun, Pete Rock                   | Monumental                            |
| "Palookas"                     | 2011 | Talib Kweli                                | Gutter Rainbows                       |
| "Laced Cheeba"                 | 2011 | Wu-Tang Clan                               | Legendary Weapons                     |
| "Until It's All Said And Done" | 2012 | JR & PH7, Skyzoo                           | The Good Life                         |
| "Electronic Funeral"           | 2012 | La Coka Nostra                             | Masters of the Dark Arts              |
| "Grime"                        | 2012 | Fatt Father, Guilty Simpson, Roc Marciano  | Fatherhood                            |
| "Whiskybars"                   | 2012 | Mistah Nice                                | bez albumu                            |
| "World Famous"                 | 2012 | P.F. Cuttin & Labba                        | Blunts Bongs Bitches                  |
| "Get Off The Ground"           | 2012 | Snowgoons                                  | Snowgoons Dynasty                     |
| "Hypnosis"                     | 2012 | Timeless Truth                             | Rock-It Science                       |
| "New Type of Something"        | 2012 | Truth                                      | From Ashes to Kingdom Come            |
| "Blood of the Goat"            | 2012 | Action Bronson, The Alchemist, Big Twin    | Rare Chandeliers                      |
| "Fuck Ya Mother"               | 2012 | Smoke DZA                                  | Rugby Thompson                        |
| "Ash 'n' Dust"                 | 2013 | Dope D.O.D.                                | Da Roach                              |
| "Bang Exclusive"               | 2013 | Kid Tsunami                                | The Chase                             |
| "Wise Man"                     | 2013 | Napoleon The Legend                        | bez albumu                            |
| "21 & Over"                    | 2013 | Statik Selektah, Mac Miller                | Extended Play                         |
| "NY Giants"                    | 2013 | The White Shadow                           | Nightmare Concert                     |
| "Tunnel Vision"                | 2013 | Bobby Capri                                | Instant Gratification                 |
| "Dead Price"                   | 2014 | Zeds Dead                                  | Somewhere Else                        |
| "We Don't Fuckin' Care"        | 2014 | Onyx & Snowgoons                           | Wakedafucup                           |
| "Game Time"                    | 2014 | Diabolic                                   | Fightin' Words                        |
| "All in Together"              | 2014 | Skyzoo, Torae, Guilty Simpson              | Barrel Brothers                       |
| "Scum"                         | 2014 | Black Milk, Guilty Simpson                 | If There’s a Hell Below               |
| "Delirium"                     | 2014 | Willie the Kid, Sha Stimuli                | The Living Daylights                  |
| "Nemam ti kad"                 | 2014 | Who See                                    | Nemam ti kad                          |
| "Hometown"                     | 2014 | Popek                                      | bez albumu                            |
| "Crazy Dope"                   | 2015 | DJ EFN, Milk Dee, Murda Mook               | Another Time                          |
| "Blink Away"                   | 2015 | Kydd Jones                                 | bez albumu                            |
| "Top Tier"                     | 2015 | Statik Selektah, Bun B, Styles P           | Lucky 7                               |
| "Sheet Music"                  | 2015 | Gangrene, Havoc                            | You Disgust Me                        |
| "Yesman Shit"                  | 2015 | Apollo Brown, Reks                         | Grandeur                              |
| "Wild Style"                   | 2015 | JWP, Bez Cenzury                           | Sequel                                |